# Parque nacional de Mayumba
El Parque nacional de Mayumba (en francés: Parc national de Mayumba) es un espacio protegido con el estatus de parque nacional en el extremo sur del país africano de Gabón. Se trata de una delgada lengua de playa, con dunas, sabana y selva tropical en la parte meridional del país, entre Mayumba y la frontera con la República del Congo. 
El parque nacional de Mayumba tiene 60 km de playas para la anidación de tortugas laúd, siendo uno de los lugares más importantes de anidación en el mundo. También es el hogar de una vegetación costera única y una gran variedad de animales terrestres, incluidos los elefantes de bosque, búfalos, leopardos, gorilas, chimpancés, antílopes, cocodrilos, hipopótamos, y varias especies de monos.